# Tarik Rusovic
Tarik Rusovic (* 31. März 2005 in Wien) ist ein österreichischer Fußballspieler.

## Karriere
Rusovic begann seine Karriere beim FC Stadlau. Im März 2019 wechselte er in die Akademie des FK Austria Wien, bei dem er fortan sämtliche Altersstufen durchlief. Zur Saison 2022/23 wechselte er zum Floridsdorfer AC, bei dem er für die fünftklassige Reserve spielen sollte.
Im Februar 2023 stand er gegen den SK Rapid Wien II dann auch erstmals im Profikader des Zweitligisten. Sein Debüt in der 2. Liga gab er im Juni 2023, als er am 30. Spieltag jener Saison gegen die Kapfenberger SV in der 62. Minute für Leomend Krasniqi eingewechselt wurde. Dies blieb sein einziger Zweitligaeinsatz für die Wiener.
Zur Saison 2024/25 wechselte Rusovic zum Regionalligisten SC Neusiedl am See.